# Witold Nawrocki
Witold Antoni Nawrocki (ur. 7 sierpnia 1934 w Poznaniu, zm. 19 października 2013 w Warszawie) – polski historyk literatury, krytyk literacki, eseista i tłumacz, nauczyciel akademicki Uniwersytetu Śląskiego w Katowicach i innych uczelni, profesor nauk humanistycznych, działacz komunistyczny, w PRL zwolennik tłumienia wolności twórczej.

## Życiorys
Syn Antoniego i Wandy. W 1958 ukończył studia filologiczne w Wyższej Szkole Pedagogicznej w Katowicach, w której był zatrudniony w latach 1958–1962. W 1976 uzyskał stopień doktora habilitowanego, a w 1984 tytuł profesora nadzwyczajnego.
W latach 1962–1973 pełnił funkcję zastępcy redaktora naczelnego Wydawnictwa „Śląsk” w Katowicach, w latach 1967–1971 kierownika literackiego Teatru im. Stanisława Wyspiańskiego w Katowicach. W latach 1966–1970 był członkiem redakcji „Miesięcznika Literackiego”.
Od 1972 do 1981 był zatrudniony w Uniwersytecie Śląskim, gdzie pełnił funkcję prodziekana Wydziału Filologicznego (1974–1977) i dziekana tego wydziału (1977–1980). Był tam twórcą i kierownikiem Zakładu Teorii Kultury i Polityki Kulturalnej (1973–1981).
W okresie stanu wojennego (1982) członek komisji weryfikującej pracowników Śląskiego Instytutu Naukowego w Katowicach.
W 1984 był dyrektorem Instytutu Badań Literackich Polskiej Akademii Nauk. W latach 1986–1990 był profesorem i kierownikiem Zakładu Podstawowych Problemów Kultury w Akademii Nauk Społecznych przy Komitecie Centralnym Polskiej Zjednoczonej Partii Robotniczej.
W 1961 wstąpił do PZPR. W latach 1979–1980 był konsultantem w Instytucie Podstaw Marksizmu i Leninizmu przy Komitecie Centralnym PZPR w Warszawie. Od 15 lutego 1983 do 24 lipca 1986 kierownik Wydziału Kultury KC PZPR.
W 1983 wybrany w skład Krajowej Rady Towarzystwa Przyjaźni Polsko-Radzieckiej. Od czerwca 1985 był członkiem Komitetu Redakcyjnego dla opracowania "Pism zebranych" Władysława Gomułki. W latach 1986–1988 członek Prezydium Społecznego Komitetu Odnowy Starego Miasta Zamościa. W latach 1986–1989 był członkiem Ogólnopolskiego Komitetu Grunwaldzkiego.
W latach 1986–1990 był redaktorem naczelnym tygodnika „Kultura”.
Został członkiem Komitetu Słowianoznawstwa PAN. Od 1982 członek Narodowej Rady Kultury.
W okresie PRL publicznie opowiadał się za ograniczaniem wolności wypowiedzi twórców kultury. Kazimierz Orłoś określił go jako „czołowego krytyka literackiego pozostającego na usługach władzy”.
Zmarł 19 października 2013. Został pochowany 25 października 2013 na Centralnym Cmentarzu Komunalnym w Katowicach ul. Murckowskiej.

## Wybrane publikacje
- Działalność oświatowa i literacka Juliusza Ligonia, Katowice 1962
- Jan Kupiec - poeta z łąki, Katowice 1963
- Katowickie środowisko literackie w latach 1945-1967 (współautor: Mirosław Fazan), Katowice 1969
- Trwanie i powrót. Szkice o literaturze Ziem Zachodnich, Poznań 1969
- Paukszta, Warszawa 1976

## Odznaczenia i nagrody
- Krzyż Kawalerski Orderu Odrodzenia Polski
- Krzyż Oficerski Orderu Odrodzenia Polski
- Złoty Krzyż Zasługi[2]
- Złota honorowa odznaka Trybuny Robotniczej (1978)[8]
- Order Sztandaru Pracy I klasy (Niemcy Wschodnie, 1986)[9]
- Nagroda „Trybuny Ludu” (1974)[10].
- Nagroda im. Karola Miarki (1984)[11]

## Życie prywatne
Jego synem jest socjolog Tomasz Nawrocki.